# François Rabelais
François Rabelais [rab:lé] (1494 nebo 1483 Chinon, Touraine – 9. dubna 1553 Paříž) byl francouzský spisovatel, právník, lékař, botanik a stavitel, autor slavného románu Gargantua a Pantagruel.

## Život
Na přání otce advokáta vstoupil k františkánům poblíž Angers a kolem roku 1511 se stal knězem. V klášteře se setkal s myšlenkami italského humanismu, naučil se řecky a překládal Hérodota, což narazilo na odpor u pařížské Sorbonny i u jeho představených. Protekcí biskupa z Poitiers, benediktínského opata, mohl roku 1524 přestoupit do jeho kláštera a roku 1526 z řádu vystoupit. V letech 1528–1530 žil v Paříži, kde snad začal studovat medicínu a měl zde dvě nemanželské děti. Protože se v rostoucím napětí mezi katolíky a protestanty nemohl rozhodnout pro žádnou stranu, nechal se 1530 propustit z kněžského stavu (laicizovat) a zapsal se na lékařskou fakultu v Montpellieru, kde také vydával spisy Hippokratovy a Galénovy, o něž se tehdy opíralo studium lékařství.
Vedle toho se věnoval psaní a roku 1532 vydal svůj první román s titulem Hrozné a strašlivé skutky i hrdinství slavného Pantagruela, krále Dipsodů a syna obra Gargantuy. Román - parodie na rytířské romány jeho doby – vyšel pod pseudonymem v Lyonu, kde se Rabelais usadil a stal lékařem v nemocnici. Roku 1534 vydal knihu o topografii starého Říma a krátce nato - po velkém úspěchu Pantagruela – opět pod pseudonymem román Strašlivý život velkého Gargantuy, otce Pantagruelova.
Roku 1535 se vzdal lékařského místa a stal se sekretářem vlivného diplomata bordeauxského arcibiskupa (a biskupa různých měst mimo jiné pařížského) Jeana du Bellay, jehož opakovaně doprovázel na cestách do Říma. Při té příležitosti dosáhl papežské povolení formálně znovu vstoupit do benediktinského řádu, což mu umožnilo získat výnosné kanovnické místo a zároveň provozovat lékařství. 1537 byl v Montpellier promován na doktora a začal přednášet Hippokratovy spisy na základě řeckého textu, a zároveň doprovázel arcibiskupa du Bellaye při různých politických misích. Protože Sorbonna kritizovala jeho romány jako nemravné, vydal 1542 jejich upravené vydání a s královským privilegiem další romány s prostým názvem Třetí kniha (1545) a Čtvrtá kniha (1552). Když se po smrti tolerantního krále Františka I. k útokům Sorbonny přidal i reformátor Jean Calvin, odjel Rabelais do svobodného města Metz, kde působil jako lékař a tajemník. Díky svému ochránci, biskupovi du Bellay, byl dobře zaopatřen a mohl poslední léta života trávit v klidu.
Rabelaisovo dílo zařadila katolická církev na Index zakázaných knih. Zůstalo na něm až do konce 19. století, zmiňuje ho ještě Index z roku 1892. Od roku 1900 přestaly být v Indexu uváděny spisy, které byly zavrženy před rokem 1600; v Indexech vydaných ve 20. století se proto Rabelaisovo jméno již nenachází.

## Dílo
Díky kombinaci prostého až vulgárního jazyka, ironie, sarkasmu i erudovaných slovních hříček jsou Rabelaisovy romány dodnes živé a jméno Gargantua se stalo pojmem. Krátce po Rabelaisově smrti roku 1564 vyšla ještě Pátá kniha, o níž vládly ve své době pochybnosti, zda jde o Rabelaisův text; dnes se všeobecně předpokládá, že jde o autentický, avšak autorem nezredigovaný rukopis.

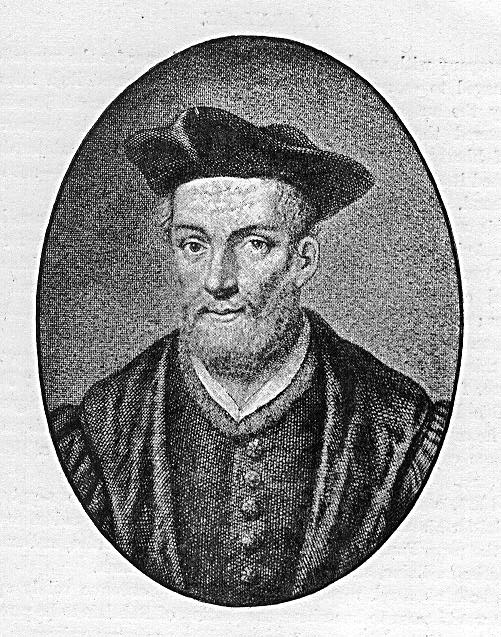
Francois Rabelais

- Pětidílný cyklus Gargantua a Pantagruel líčí "život a skutky" královské rodiny obrů a Pantagruelovo putování po Francii i fiktivních zemích a ostrovech. Jednotlivé díly jsou řazeny chronologicky. Jedná se o s nadsázkou psanou parodii na rytířské romány a satir na středověkou církev a společnost. Autor se vysmívá soudům, školství i klášternímu životu, dále propaguje užívání vlastního rozumu a logiky. V díle najdeme vulgarismy, latinismy, archaismy, neologismy a přísloví, autor se nevyhýbá slovním hříčkám, dlouhým charakteristikám a velkému množství přívlastků.
- Pantagruel – Lyon, 1532?
- Gargantua – Lyon, před 1535
- Pantagrueline Prognostication – Lyon, 1542
- Le Tiers livre – Paříž, 1546François Rabelais (Anonym, začátek 17. stol.)
- Le Quart livre – Lyon, 1548

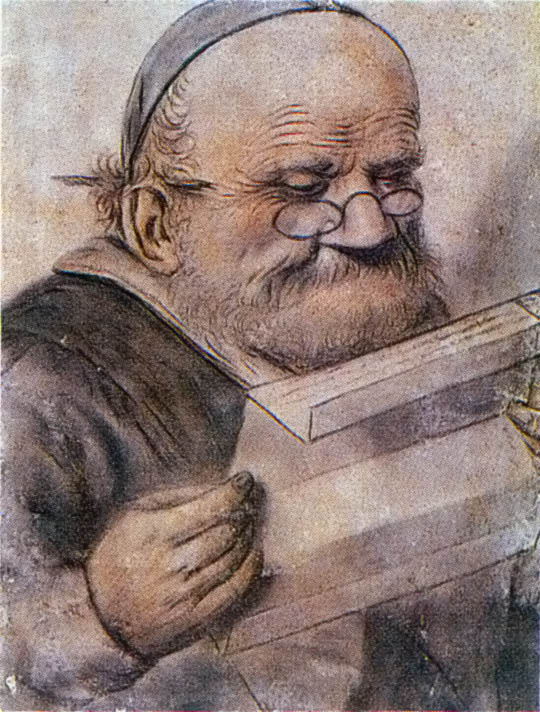
François Rabelais (Anonym, začátek 17. stol.)

- L'isle sonnante ou le Cinquième livre – 1562
- Traité de bon usage de vin – Lyon, 1564

České překlady:
- Stati výchovné. Praha, 1907. dostupné online
- Hrůzyplný život velikého Gargantuy, otce Pantagruelova, složený kdysi panem Alcofribasem, filosofem kvintesence. Praha, 1912.
- Gargantua. Přel. Česká Theléma. Praha, 1912.
- Gargantua. Pardubice, 1913.
- Starobylá historia o tom, kterak francouzský král Pikrochol celého světa dobýti chtěl. Praha, 1917.
- Hrůzostrašná historie velkého Gargantuy, otce Pantagruelova. kdysi sepsaná panem Alkofribasem, mistrem quintesence. Praha, 1927.
- Život Gargantuův a Pantagruelův. Přel. Prokop Haškovec. Praha, 1930; 1940.
- Několik kapitol ze života Gargantuova a Pantagruelova. Praha, 1931.
- Gargantua a Pantagruel. Přel. Jihočeská Theléma. Praha, 1953; 1962; 1968.
- Pantagruelská pranostyka, nesporná & neklamná & neomylná, pro perpetuální rok, nově sepsaná ku prospěchu & poučení slovutných zevlounů mistrem Alcofribasem, vrchním číšníkem řečeného Pantagruela. Přel. Patrik Ouředník. Praha 1995. UKÁZKA
- Pojednání o případném pití vína, totiž velikém & ustavičném, pro potěchu ducha & těla & proti všelikým chorobám oudů zevnitřních i vnitřních, sepsané ku poučení & užitku brachů mokrého cechu mistrem Alcofribasem, vrchním číšníkem velikého Pantagruela. Přel. Patrik Ouředník. Praha 1995; 2002; 2012.UKÁZKA
- Pantagruel. Přel. Patrik Ouředník. Praha 2022.UKÁZKA

## Citáty
- Vědění bez svědomí je zhouba duše.[3]
- Všem těm pomlouvačům radím, aby se šli oběsit ještě než skončí tento měsíc. Provaz jim poskytnu.[4]
- Nikdy se neřídím podle hodin; hodiny jsou pro člověka, ne člověk pro hodiny.[5]
- Břicho nemá uši a nedá se naplnit pěknými slovy.[6]
- Nic cenného nemám, jen plno dluhů, a co zbude, nechávám pro chudé.[7]
- Běžte za psem a nepokouše vás, pijte před žízní a nedostanete ji.
- Život je možná fraška, ale stojí za to jej žít. Jen nuda v něm nemá místa.
- A hola! Vězte: na zábavu máte celý život, a celou smrt na odpočívání. [8]